# Natàl·lia Tsilínskaia
Natàl·lia Valèrieuna Tsilínskaia (en belarús: Наталля Валер'еўна Цылінская, en rus: Наталья Валерьевна Цилинская), (Minsk, 30 d'agost de 1975) és una ciclista en pista belarussa. Múltiple campiona de món en velocitat i en 500 metres contrarellotge. Va aconseguir també una medalla de bronze als Jocs olímpics d'Atenes a la prova de mig quilòmetre contrarellotge.
A vegades és coneguda com a Natàl·lia Markovnitxenko per haver estat casada amb el també ciclista Oleksandr Markovnitxenko.

## Palmarès
- 2000
  -  Campiona del Món en velocitat
  -  Campiona del Món en 500 metres contrarellotge
- 2002
  -  Campiona del Món en velocitat
  -  Campiona del Món en 500 metres contrarellotge
- 2003
  -  Campiona del Món en 500 metres contrarellotge
- 2004
  -  Medalla de Bronze als Jocs Olímpics d'Atenes en 500 metres contrarellotge
- 2005
  -  Campiona del Món en 500 metres contrarellotge
- 2006
  -  Campiona del Món en velocitat
  -  Campiona del Món en 500 metres contrarellotge

### Resultats a laCopa del Món
- 2001
  - 1a a la Classificació general i a les proves de Cali, Szczecin i Pordenone, en Velocitat
  - 1a a la Classificació general i a les proves de Cali, Szczecin i Pordenone, en 500 m.
- 2002
  - 1a a Moscou i Monterrey, en 500 m.
  - 1a a Moscou i Monterrey, en Velocitat
- 2003
  - 1a a Moscou i Aguascalientes, en 500 m.
  - 1a a Moscou i Aguascalientes, en Velocitat
- 2004
  - 1a a la Classificació general i a la prova d'Aguascalientes, en Velocitat
  - 1a a Moscou i Aguascalientes, en 500 m.
- 2004-2005
  - 1a a Los Angeles, en Velocitat
  - 1a a Los Angeles, en 500 m.
  - 1a a Manchester, en Keirin
- 2005-2006
  - 1a a la Classificació general i a les proves de Moscou i Los Angeles, en Velocitat
  - 1a a la Classificació general i a les proves de Moscou, Manchester i Los Angeles, en 500 m.
- 2006-2007
  - 1a a Sydney i Moscou, en Velocitat
- 2007-2008
  - 1a a Pequín i Los Angeles, en Velocitat